# Stiftsbasilika Waldsassen

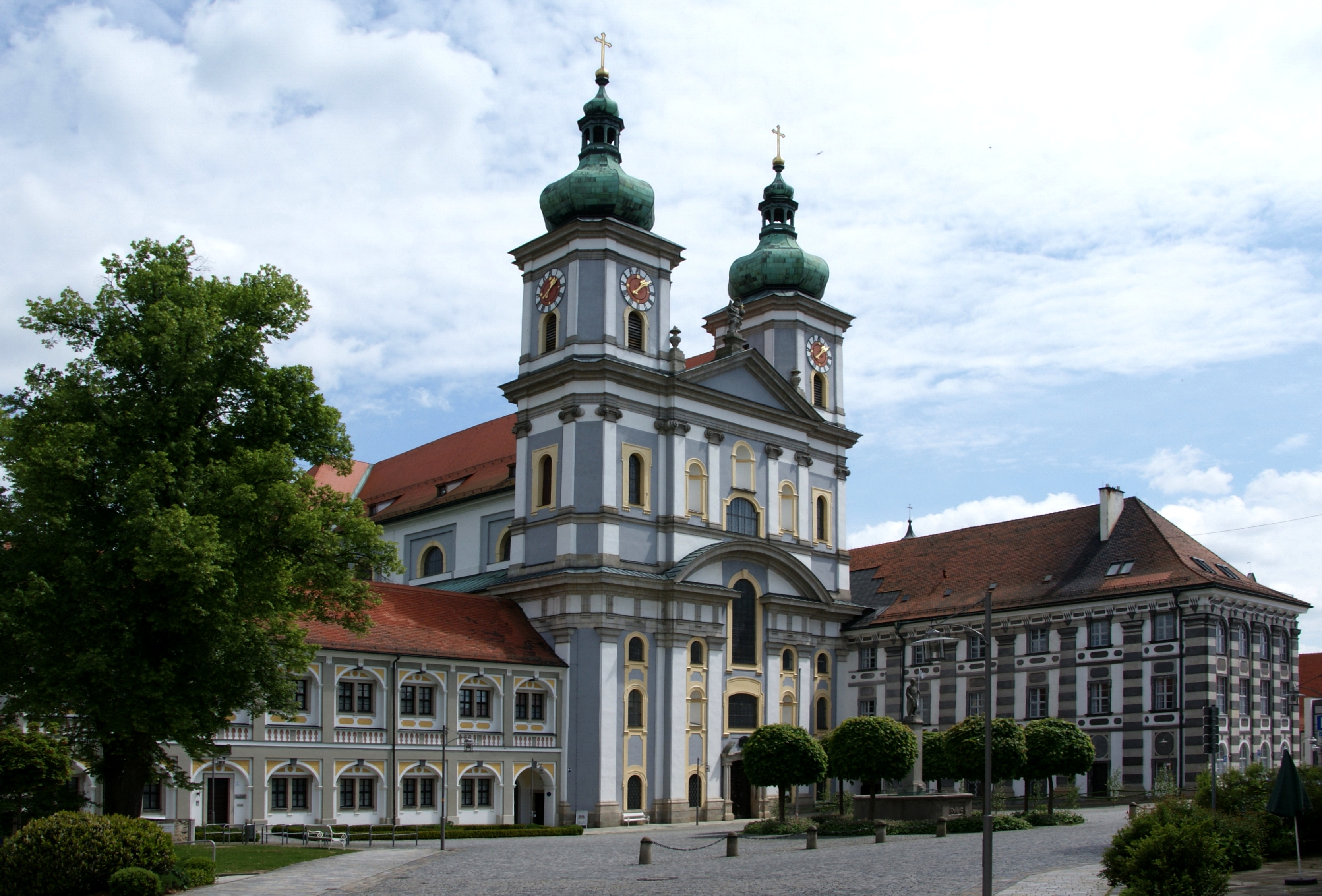
Stiftsbasilika Waldsassen

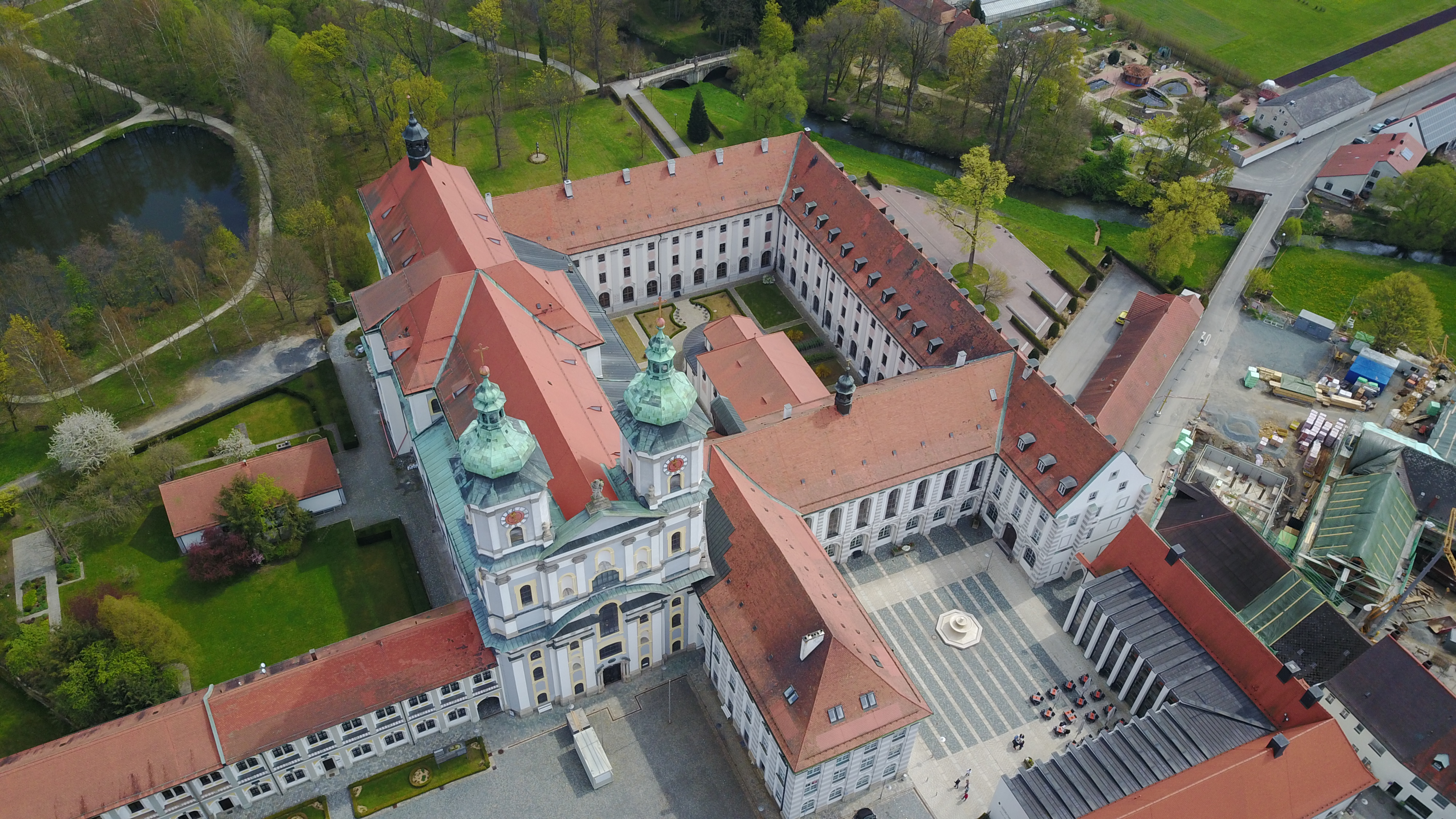
Stiftsbasilika Waldsassen

Die Stiftsbasilika Waldsassen in dem bayerischen Ort Waldsassen wurde von 1685 bis 1704 als Klosterkirche der Zisterzienserinnen der Abtei Waldsassen erbaut. Das Kloster ist zu Ehren der Jungfrau Maria geweiht. Mittlerweile ist die Kirche auch Pfarrkirche, unter dem Patrozinium Mariä Himmelfahrt und St. Johannes Evangelist. Die Stiftsbasilika gehört zu den bedeutendsten Barockkirchen im süddeutschen Raum.

## Baugeschichte
Das Zisterzienserkloster Waldsassen wurde 1132/1133 gegründet. 1179 wurde ein erster Kirchenbau eingeweiht, der die Merkmale zisterziensischer Bauweise aufweist: Es handelte sich um eine dreischiffige Basilika ohne Turm.
Nachdem sich in den pfälzischen Territorien der protestantische Glaube durchgesetzt hatte, wurde das Kloster Waldsassen 1556 aufgelöst. Als das Land später an den katholischen bayerischen Kurfürsten Maximilian I. gefallen war, folgte die Rekatholisierung und 1661 kamen erste Zisterzienser aus Fürstenfeld nach Waldsassen. Ab 1681 entstand ein barocker Neubau des Klosters und der Klosterkirche. 1685 wurde der Grundstein für die neue Kirche gelegt, vier Jahre später mit den Bauarbeiten begonnen.
Bedeutende Kirchenbaumeister wie Georg Dientzenhofer und Abraham Leuthner schufen mit dieser Pfeilerbasilika eine der bemerkenswertesten Barockkirchen Bayerns. An der Ausstattung waren Künstler aus ganz Europa beteiligt. Die Fertigstellung des Baus erfolgte unter Abt Albert Hausner. Die Kirche wurde 1704 von Weihbischof Franz Ferdinand von Rummel geweiht. Bei der Säkularisation im Jahre 1803 wurde die Klosterkirche der katholischen Gemeinde als Pfarrkirche übergeben. Am 18. Dezember 1863 wurde das Kloster als Priorat der Zisterzienserinnen von Bischof Ignatius von Senestrey in Regensburg neu gegründet und von Zisterzienserinnen der Abtei Seligenthal in Landshut wiederbesiedelt. 1969 erhob Papst Paul VI. die Stiftskirche zur Basilica minor.

## Architektur und Ausstattung

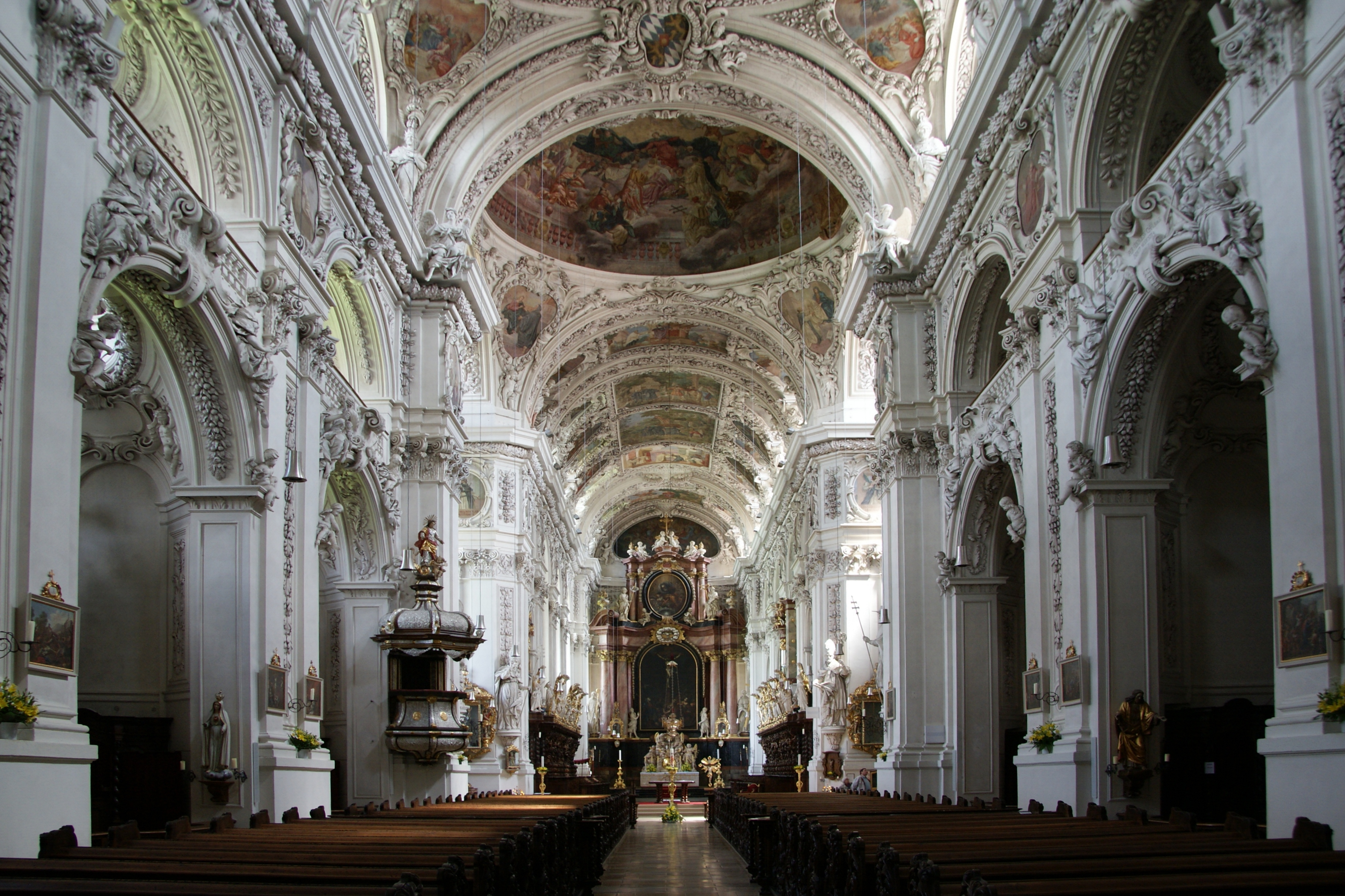
Innenraum

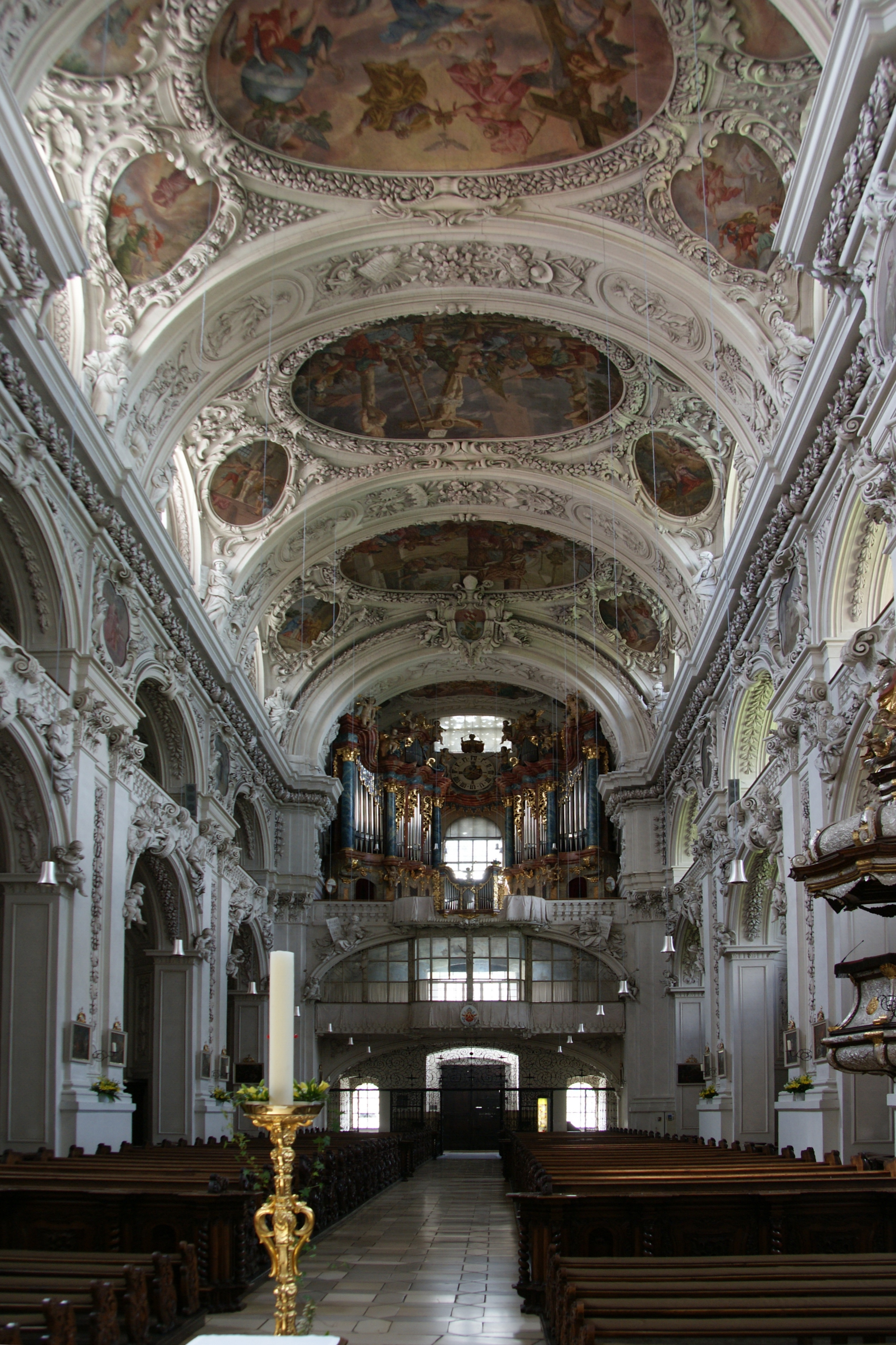
Blick zur Empore

Der Kirchenraum hat eine Gesamtlänge von 82 Metern. Das Hauptschiff ist mit Kapellen und Emporen ausgestattet. Vorbild waren die Prager Architektur und für das Gewölbe der Passauer Dom. Kostbare Stuckaturen von Giovanni Battista Carlone, der kurz zuvor mit der Stukkierung des Passauer Doms bekannt geworden war, zieren den gesamten Innenraum. Die fünf Deckenfresken im Chor zeigen Szenen der überlieferten Gründungsgeschichte des Klosters Waldsassen. An der Decke des Langhauses sind Szenen aus dem Leben Jesu dargestellt. Geschaffen wurden die Fresken von dem Prager Maler Johann Jakob Steinfels. Im Kuppelfresko ist Maria dargestellt, die ihren Mantel über zahlreiche Heilige ausbreitet.
In der Altarwand aus hellem Salzburger Marmor befindet sich ein äußerst seltener Kugeltabernakel, die ganze Altaranlage wurde 1690 geschaffen von dem aus Waldsassen stammenden, noch sehr jungen Bildhauer Karl Stilp. Die Globusform des Tabernakels verweist auf die weltumspannende Lehre Christi. Das silberne Altarkreuz schuf der Goldschmied Michael Frank aus Eger 1724, das silberne Antependium stammt von Georg Göhringer, ebenfalls Goldschmied aus Eger. Am nördlichen Marienaltar findet sich ein Altarbild von Johann Andreas Wolff, das die Himmelfahrt Mariens darstellt.
Der Hochaltar aus schwarzem Marmor von Giovanni Battista Carlone entstand 1696. Er beherrscht die Stirnwand des Chorraums. Das Hauptaltarbild (Kreuzigung Christi) und das kleine Bild darüber (Gottvater mit der Weltkugel und Engeln) stammt von dem seit 1692 in Prag ansässigen Franzosen Jean Claude Monot.
Im Nonnenchor befindet sich ein reichgestaltetes Chorgestühl des Bildhauers Martin Hirsch aus Waldsassen. 
Unter dem Kirchenschiff befindet sich eine Krypta. Neben den historischen Darstellungen findet sich auch ein Zyklus, der biblische Themen vornehmlich aus dem Neuen Testament darstellt. 
Der Fußboden des Hauptschiffes wurde mit Solnhofener Plattenkalk belegt. Vor dem Chorraum ist ein Rundmotiv mit einer Windrose im umgebenden und für den gesamten Fußboden des Schiffs prägenden Rosenspitzmuster verlegt. Ein historisches Taufbecken vor einem Seitenaltar ist ein Bildhauerwerk aus Adneter Rotscheck.

Die Basilika ist im Besitz von zwölf reich geschmückten Reliquien sogenannter Katakombenheiliger, von denen zehn Ganzkörperreliquien sind, die sich im Hauptschiff der Basilika befinden. Sie stammen aus den Katakomben Roms und wurden zwischen 1707 und 1765 von Adalbert Eder, einem Laienbruder des Zisterzienserinnenklosters, verziert. Diese Reliquiensammlung ist die größte ihrer Art. Am ersten Sonntag im August wird jährlich das sogenannte „Heilige-Leiber-Fest“ gefeiert, um die Reliquien zu verehren.

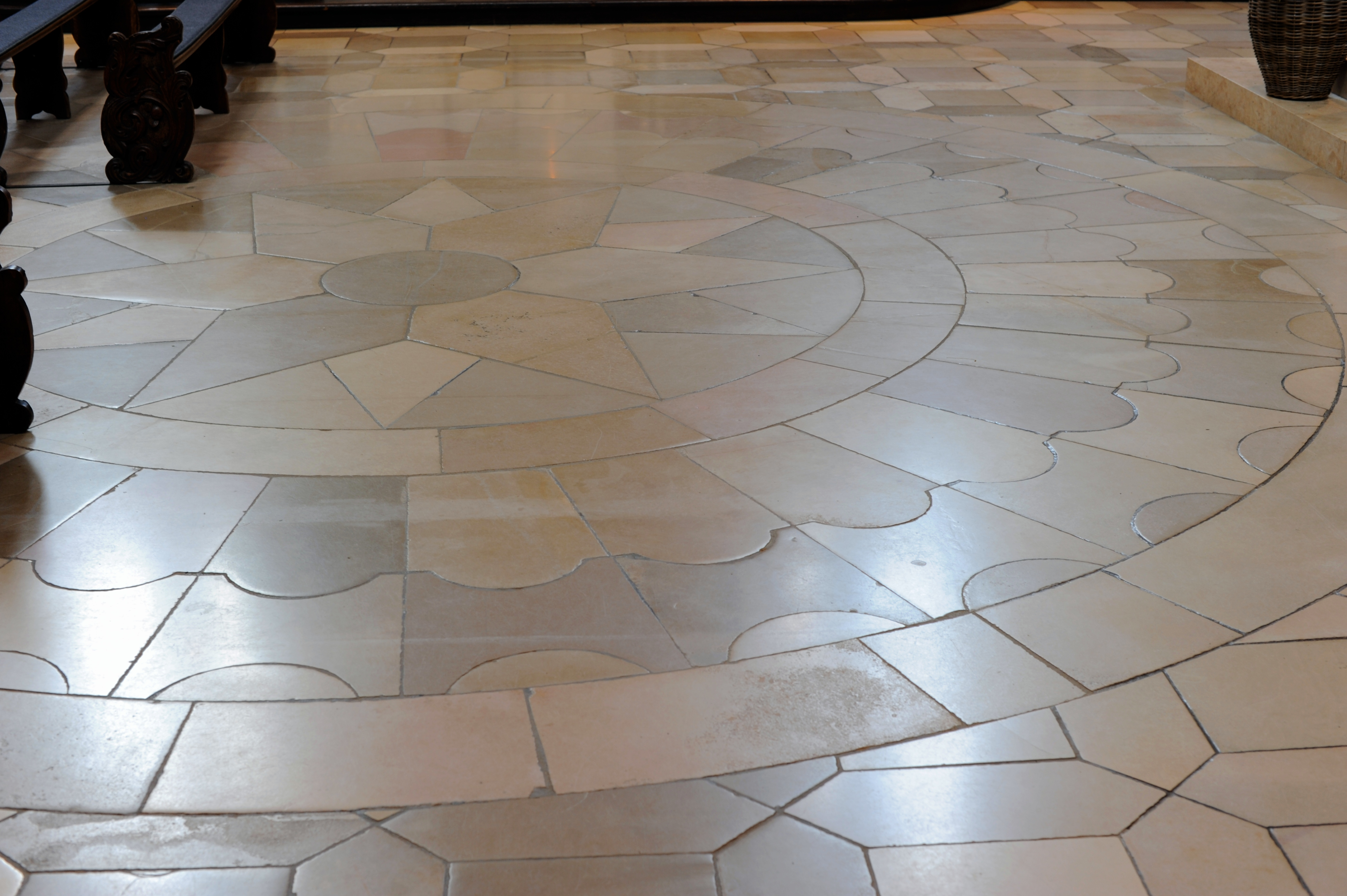
Fußboden vor dem Chorraum
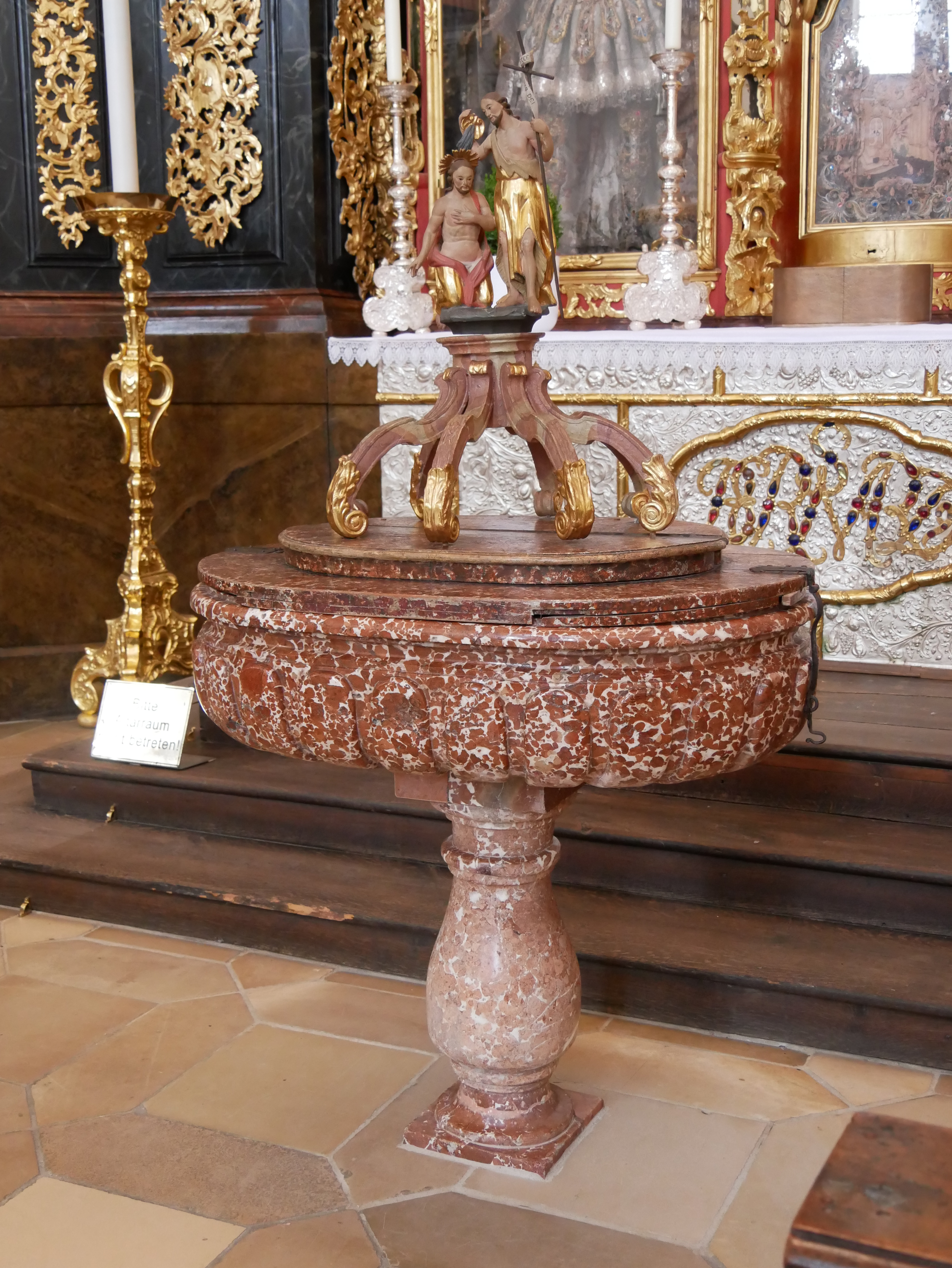
Historisches Taufbecken aus Adneter Marmor
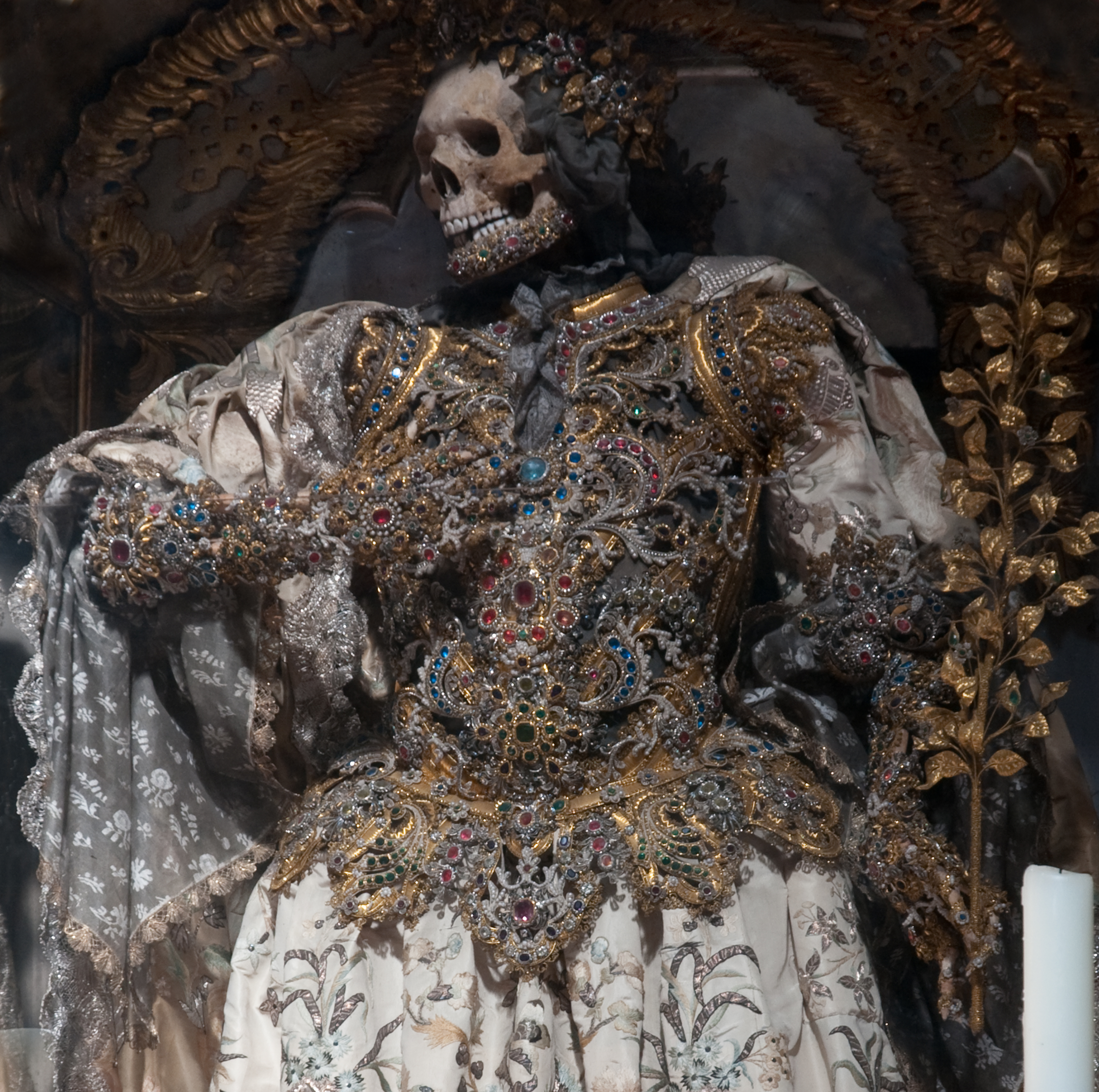
Reliquie eines Katakombenheiligen im Hauptschiff

## Orgeln

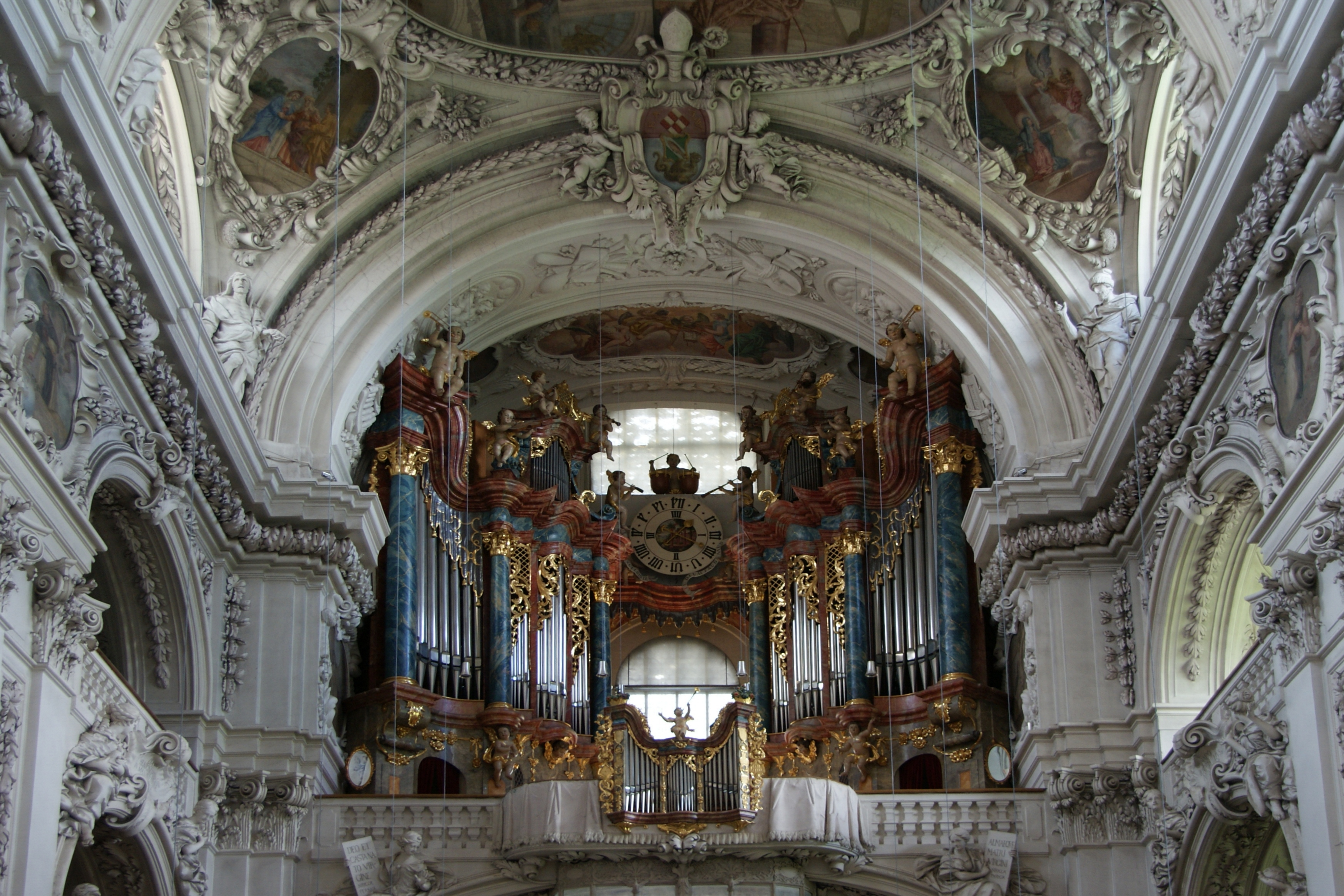
Hauptorgel der Stiftsbasilika

Bereits um 1540 war ein Orgelneubau verzeichnet. Christoph Egedacher schuf 1698 eine neue Orgel. Den heutigen Prospekt schuf Konrad Brandenstein bei Umbauarbeiten. 1914 erbaute Martin Binder in der Regensburger Werkstätte eine dreimanualige Orgel, die 1976 durch ein Werk von Eugen Pfaff (Überlingen) nach einem Dispositionsentwurf von Rudolf Walter abgelöst wurde.
Die Orgel mit 7720 Pfeifen wurde mehrmals umgebaut und erweitert. 1989 erhielt sie unter Georg Jann ihre derzeitige Gestalt. Von 1999 bis 2016 betreute Orgelbau Hörl die Orgel. 2017/2018 führte Orgelbau Mühleisen im Rahmen der Innenraumsanierung der Kirche eine Generalreinigung und behutsame Nachintonation durch. Das Instrument ist die zweitgrößte Orgelanlage der Diözese Regensburg.

### Hauptorgel (Marienorgel)
| I Rückpositiv C–c4 |                |       |
| 1.                 | Holzgedackt    | 8′    |
| 2.                 | Gemshorn       | 8′    |
| 3.                 | Prästant       | 4′    |
| 4.                 | Rohrflöte      | 4′    |
| 5.                 | Sesquialter II | 2 ⁄3′ |
| 6.                 | Doublette      | 2′    |
| 7.                 | Sifflet        | 1 ⁄3′ |
| 8.                 | None           | 8⁄9′  |
| 9.                 | Scharff IV     | 1′    |
| 10.                | Holzregal      | 16′   |
| 11.                | Cromorne       | 8′    |
|                    | Tremulant      |       |

| II Hauptwerk C–c4 |                  |       |
| 12.               | Principal        | 16′   |
| 13.               | Prästant         | 8′    |
| 14.               | Holzflöte        | 8′    |
| 15.               | Flûte harmonique | 8′    |
| 16.               | Salicional       | 8′    |
| 17.               | Oktave           | 4′    |
| 18.               | Blockflöte       | 4′    |
| 19.               | Nasard           | 2 ⁄3′ |
| 20.               | Oktave           | 2′    |
| 21.               | Kornett V        | 8′    |
| 22.               | Rauschpfeife III | 2 ⁄3′ |
| 23.               | Mixtur V         | 1 ⁄3′ |
| 24.               | Trompete         | 16′   |
| 25.               | Trompete         | 8′    |
| 26.               | Clairon          | 4′    |

| III Schwellwerk C–c4 |                      |        |
| 27.                  | Bourdon              | 16′    |
| 28.                  | Principal            | 8′     |
| 29.                  | Copula               | 8′     |
| 30.                  | Gambe                | 8′     |
| 31.                  | Schwebung            | 8′     |
| 32.                  | Oktave               | 4′     |
| 33.                  | Traversflöte         | 4′     |
| 34.                  | Gambetta             | 4′     |
| 35.                  | Nasard               | 2 ⁄3′  |
| 36.                  | Waldflöte            | 2′     |
| 37.                  | Terz                 | 1 3⁄5′ |
| 38.                  | Flöte                | 1′     |
| 39.                  | Mixtur IV–V          | 2′     |
| 40.                  | Zimbel III           | 2⁄3′   |
| 41.                  | Fagott               | 16′    |
| 42.                  | Trompette harmonique | 8′     |
| 43.                  | Oboe                 | 8′     |
| 44.                  | Clairon              | 4′     |
|                      | Tremulant            |        |
|                      | Cymbelstern          |        |

| Pedal C–g1 |                |         |
| 45.        | Principal      | 32′     |
| 46.        | Prästant       | 16′     |
| 47.        | Subbaß         | 16′     |
| 48.        | Violon         | 16′     |
| 49.        | Quinte         | 10 2⁄3′ |
| 50.        | Oktavbaß       | 8′      |
| 51.        | Gedacktbaß     | 8′      |
| 52.        | Oktave         | 4′      |
| 53.        | Nachthorn      | 4′      |
| 54.        | Bauernpfeife   | 2′      |
| 55.        | Sesquialter II | 2 ⁄3′   |
| 56.        | Hintersatz V   | 2 ⁄3′   |
| 57.        | Bombarde       | 32′     |
| 58.        | Posaune        | 16′     |
| 59.        | Zinke          | 8′      |
| 60.        | Clarine        | 4′      |

### Chororgel

Chororgel
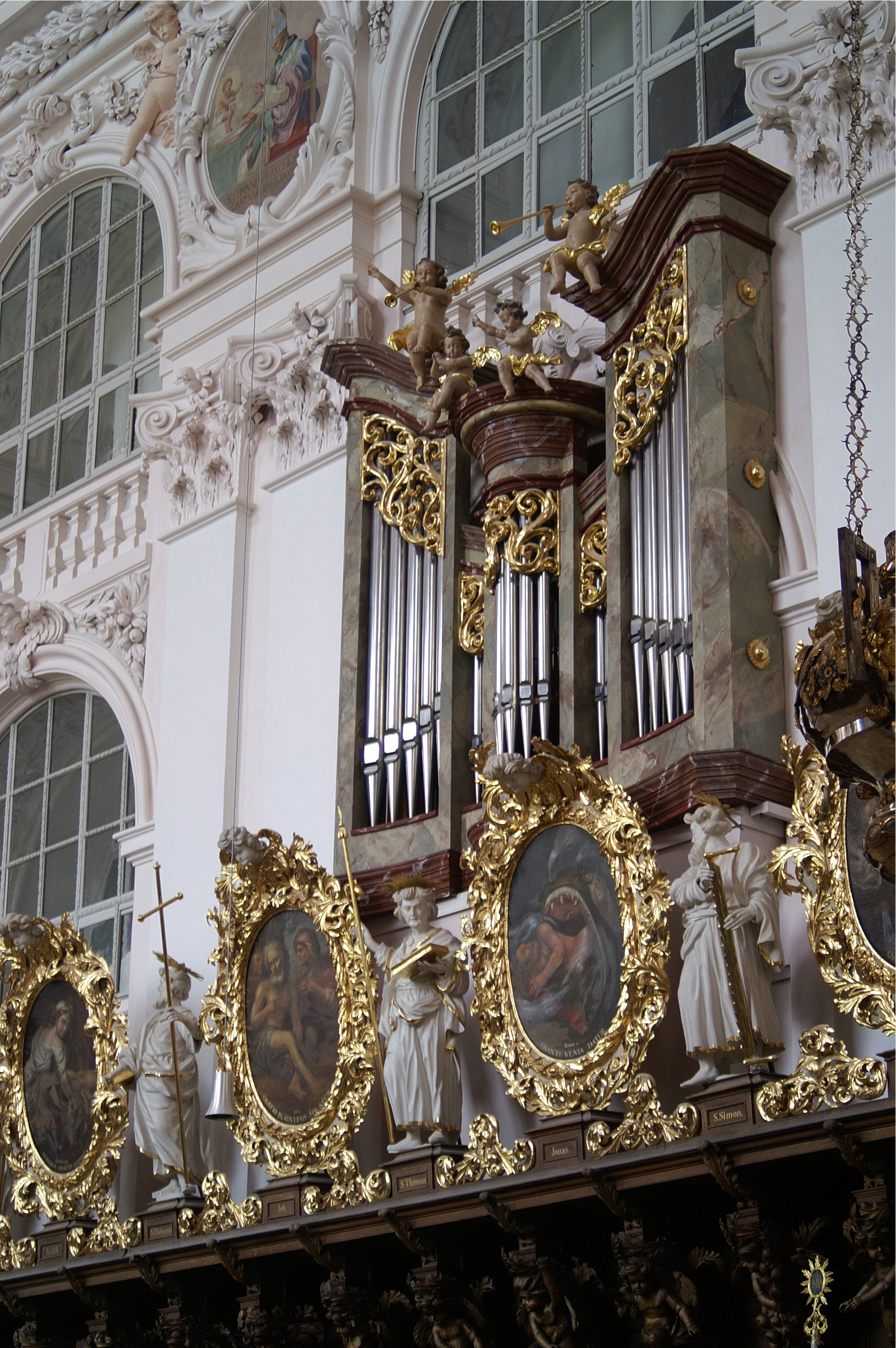
Epistelseite
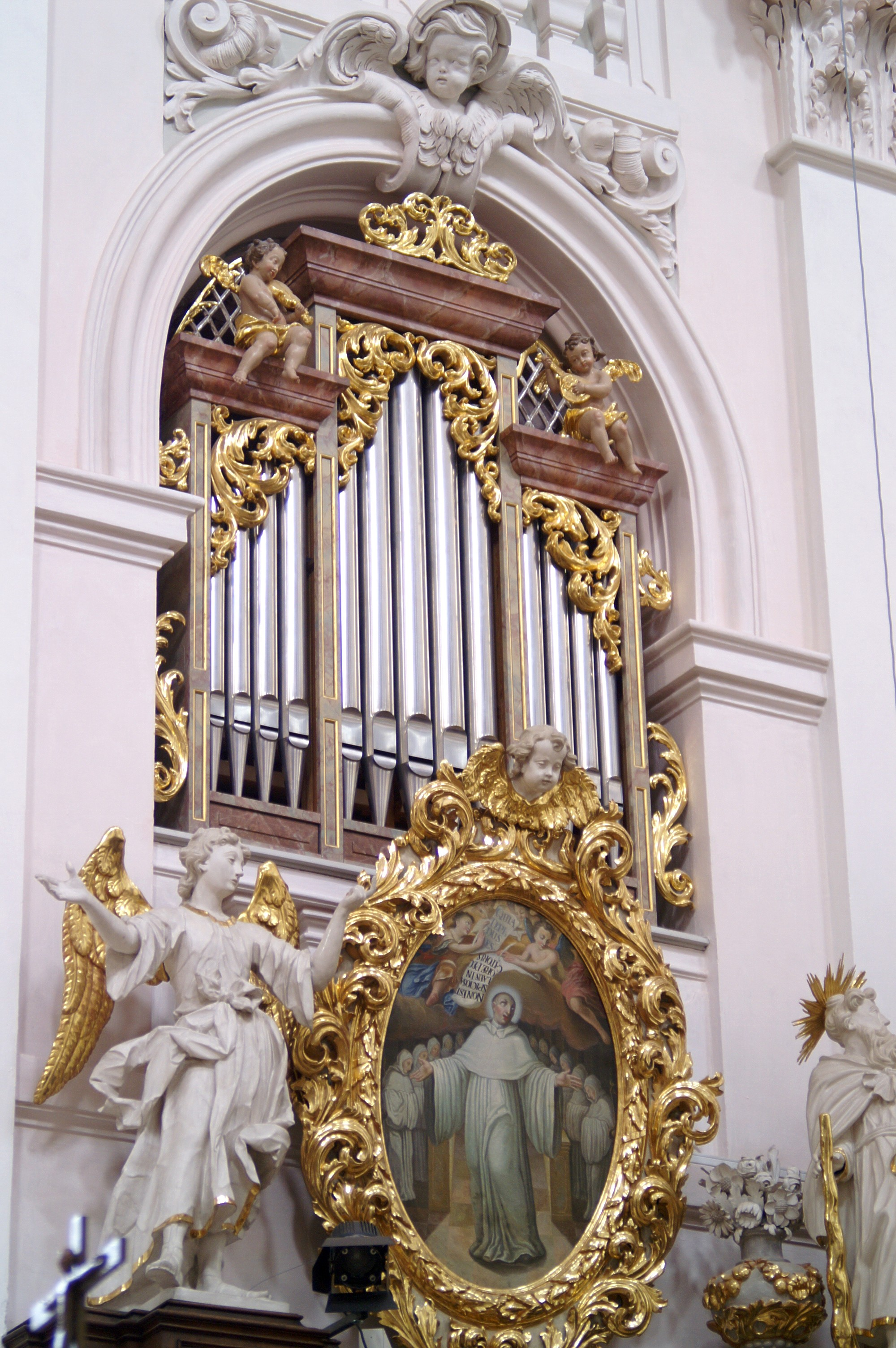
Evangelienseite

| IV Hauptwerk (Epistelseite) C–c4 |             |        |
| 61.                              | Principal   | 8′     |
| 62.                              | Holzflöte   | 8′     |
| 63.                              | Rohrflöte   | 8′     |
| 64.                              | Oktave      | 4′     |
| 65.                              | Nachthorn   | 4′     |
| 66.                              | Nasard      | 2 ⁄3′  |
| 67.                              | Superoktave | 2′     |
| 68.                              | Feldpfeife  | 2′     |
| 69.                              | Terz        | 1 3⁄5′ |
| 70.                              | Mixtur VI   | 1 ⁄3′  |
| 71.                              | Dulcian     | 16′    |
|                                  | Tremulant   |        |

| IV Schwellwerk (Evangelienseite) C–c4 |              |     |
| 72.                                   | Gedackt      | 8′  |
| 73.                                   | Viola        | 4′  |
| 74.                                   | Koppelflöte  | 4′  |
| 75.                                   | Principal    | 2′  |
| 76.                                   | Scharff IV   | 1′  |
| 77.                                   | Fagottregal  | 16′ |
| 78.                                   | Schalmey     | 8′  |
|                                       | Tremulant    |     |
|                                       | Glockenspiel |     |

| V Fernwerk C–c4 |                          |       |
| 79.             | Zartgedackt              | 16′   |
| 80.             | Doppelgedackt            | 8′    |
| 81.             | Gambe                    | 8′    |
| 82.             | Violine I                | 8′    |
| 83.             | Violine II               | 8′    |
| 84.             | Viola                    | 4′    |
| 85.             | Flûte Octaviante         | 4′    |
| 86.             | Nasard                   | 2 ⁄3′ |
| 87.             | Octavin                  | 2′    |
| 88.             | Harmonia aetherea III–IV | 2 ⁄3′ |
| 89.             | Voix humaine             | 8′    |
|                 | Tremulant                |       |
|                 | Carillon                 |       |

| VI Chamadewerk C–c4 |                 |        |
| 90.                 | Trompeta magna  | 16′    |
| 91.                 | Trompeta real   | 8′     |
| 92.                 | Trompeta quinta | 5 1⁄3′ |
| 93.                 | Clairon         | 4′     |
| 94.                 | Kornett III–V   |        |

| Pedal C–g1 |           |     |
| 95.        | Offenbaß  | 16′ |
| 96.        | Subbaß    | 16′ |
| 97.        | Oktavbaß  | 8′  |
| 98.        | Baßflöte  | 4′  |
| 99.        | Hohlflöte | 4′  |
| 100.       | Posaune   | 16′ |
| 101.       | Trompete  | 8′  |

- Koppeln:
  - Normalkoppeln: I/II, III/I, III/II, IV HW/I, IV SW/I, IV HW/II, IV SW/II, IV HW/III, IV SW/III, V/I, V/III, V/IV, VI/I, VI/II, VI/IV, VI/V, I/P, II/P, III/P, IV HW/P, IV SW/P, V/P, VI/P
  - Suboktavkoppeln: III/I, III/II, III/III
  - Superoktavkoppeln: V/I, V/II, V/III, V/IV, V/V
- Spielhilfen: 3200 elektronische Setzerkombinationen, 10 programmierbare Crescendi, IV ab

### Orgelpositiv
Das Orgelpositiv wurde nach einer innenliegenden Aufschrift am 16. März 1802 von dem böhmischen Orgelbauer Josef Gartner aus Tachau für die Steinbergkirche erbaut. 1975 war es nur noch eine Ruine ohne Pfeifen und Windwerk. Die Firma Rieger restaurierte es rekonstruktiv.
| Manual C– |              |       |
| 1.        | Copula major | 8′    |
| 2.        | Copula minor | 4′    |
| 3.        | Principal    | 2′    |
| 4.        | Quinte       | 1 ⁄3′ |
| 5.        | Oktav        | 1′    |

| Manual C– |              |       |
| 1.        | Copula major | 8′    |
| 2.        | Copula minor | 4′    |
| 3.        | Principal    | 2′    |
| 4.        | Quinte       | 1 ⁄3′ |
| 5.        | Oktav        | 1′    |

| Manual C– |               |       |
| 1.        | Gedackt       | 8′    |
| 2.        | Holzrohrflöte | 4′    |
| 3.        | Prinzipal     | 2′    |
| 4.        | Quinte        | 1 ⁄3′ |
| 5.        | Oktävlein     | 1′    |

| Manual C– |               |       |
| 1.        | Gedackt       | 8′    |
| 2.        | Holzrohrflöte | 4′    |
| 3.        | Prinzipal     | 2′    |
| 4.        | Quinte        | 1 ⁄3′ |
| 5.        | Oktävlein     | 1′    |

## Glocken
In den beiden Türmen der Klosterkirche hängen sechs Glocken. Die ältere Glocke stammt von Johann Joseph Perner aus Pilsen/Tschechien, dem Gründer der Glockengießerfamilie Perner. Die anderen Glocken wurden von der Glockengießerei Otto aus Bremen-Hemelingen gegossen. Die große Glocke hängt im Nordturm, alle anderen befinden sich im Südturm.
| Glocke | Name                  | Gussjahr | Gießer, Gussort                         | Durchmesser | Masse   | Schlagton |
| ------ | --------------------- | -------- | --------------------------------------- | ----------- | ------- | --------- |
| 1      | Dreifaltigkeitsglocke | 1948     | Glockengießerei Otto, Bremen-Hemelingen | 1743 mm     | 3300 kg | b0        |
| 2      | Reliquienglocke       | 1948     | Glockengießerei Otto, Bremen-Hemelingen | 1473 mm     | 1990 kg | des1      |
| 3      | Bernhardiglocke       | 1718     | Johann Josef Perner, Pilsen             | 1442 mm     | 1900 kg | es1       |
| 4      | Marienglocke          | 1948     | Glockengießerei Otto, Bremen-Hemelingen | 1156 mm     | 980 kg  | f1        |
| 5      | Josefsglocke          | 1948     | Glockengießerei Otto, Bremen-Hemelingen | 974 mm      | 575 kg  | as1       |
| 6      | Michaelsglocke        | 1948     | Glockengießerei Otto, Bremen-Hemelingen | 869 mm      | 415 kg  | b1        |

Des Weiteren befindet sich im Dachreiter über dem Bibliotheksaal eine weitere Glocke:
| Name         | Gussjahr | Gießer, Gussort                       | Durchmesser | Masse | Schlagton |
| ------------ | -------- | ------------------------------------- | ----------- | ----- | --------- |
| Gebetsglocke | 2005     | Glockengießerei Rudolf Perner, Passau |             |       | f2        |

## Panorama

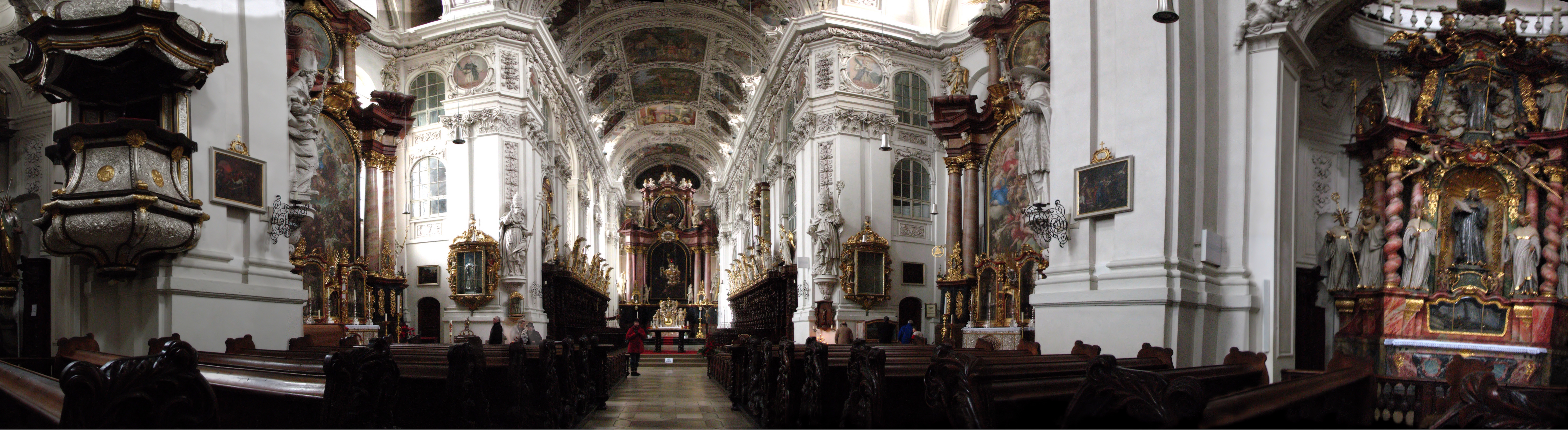
Panorama des Innenraums